# Willowdale n.º 153
Willowdale n.º 153 es un municipio rural canadiense situado en la provincia de Saskatchewan.

## Superficie
Willowdale n.º 153 tiene una superficie de 594,03 km².

## Demografía
En 2021, tenía 248 habitantes, una densidad poblacional de 0,4 hab./km², y 99 viviendas.